# Liste der Kulturdenkmäler in Hertingshausen (Baunatal)
Die Liste der Kulturdenkmäler in Hertingshausen (Baunatal) enthält alle Kulturdenkmäler im Stadtteil Hertingshausen der nordhessischen Mittelstadt Baunatal, die in der vom Landesamt für Denkmalpflege Hessen 2011 herausgegebenen Denkmaltopographie veröffentlicht wurden.

## Legende
- Bezeichnung: Nennt den Namen, die Bezeichnung oder die Art des Kulturdenkmals.
- Lage: Nennt den Straßennamen und wenn vorhanden die Hausnummer des Kulturdenkmals. Die Grundsortierung der Liste erfolgt nach dieser Adresse. Der Link „Karte“ führt zu verschiedenen Kartendarstellungen und nennt die Koordinaten des Kulturdenkmals.
- Datierung: Gibt die Datierung an; das Jahr der Fertigstellung bzw. den Zeitraum der Errichtung. Eine Sortierung nach Jahr ist möglich.
- Beschreibung: Nennt bauliche und geschichtliche Einzelheiten des Kulturdenkmals, vorzugsweise die Denkmaleigenschaften.
- Objekt-Nr: Gibt, sofern vorhanden, die vom Landesamt für Denkmalpflege vergebene Objekt-ID des Kulturdenkmals an.

## Denkmalliste
| Bild            | Bezeichnung                        | Lage                                                | Beschreibung | Bauzeit             | Objekt-Nr. |
| --------------- | ---------------------------------- | --------------------------------------------------- | --- | ------------------- | ---------- |
| Bild gesucht BW | Gesamtanlage historischer Ortskern | Auf der Heide Lage                                  | Gesamtanlage historischer Ortskern: Auf der Heide 1-3; Großenritter Straße 11, 13, 17, 19, 21, 23-25, 27, 29, 18, 20-28; Pilgerbachweg 1, 2, 4, 6 | überwiegend 18. Jh. | 88343 DDB  |
| Ev. Kirche      | Ev. Kirche                         | Großenritter Straße 11 LageFlur: 4, Flurstück: 9/4  | Evangelische Kirche, mittelalterliche Kirche, als „St. Barbara zu Hertighusen“ überliefert                                                        | 1857                | 87976 DDB  |
| Bild gesucht BW | Wirtschaftsgebäude                 | Großenritter Straße 18 LageFlur: 3, Flurstück: 35/9 | Wirtschaftsgebäude einer vierseitigen Hofanlage mit Wohngebäude, großvolumiger Scheune und Stallgebäude                                           | Ende 18. Jh.        | 87977 DDB  |
| Bild gesucht BW | Hakenhofanlage                     | Großenritter Straße 19 LageFlur: 5, Flurstück: 30/7 | Hakenhofanlage mit zweigeschossigem Wohngebäude und Fachwerkgefüge                                                                                | bez. 1766           | 87978 DDB  |
| Bild gesucht BW | Wohnhaus                           | Großenritter Straße 21 LageFlur: 5, Flurstück: 22/1 | Giebelständiges Wohnhaus als zweigeschossiger Rähmbau mit Fachwerk                                                                                | 1729                | 87979 DDB  |
| Bild gesucht BW | Hofanlage                          | Großenritter Straße 27 LageFlur: 5, Flurstück: 16/1 | Dreiseitig umbaute Hofanlage mit zweigeschossigem Wohnhaus mit Eichenfachwerk                                                                     | 1800                | 87980 DDB  |
| Bild gesucht BW | Streckhofanlage                    | Pilgerbachweg 1 LageFlur: 4, Flurstück: 1           | Wohntrakt der Streckhofanlage sowie Scheunentrakt mit Drempelgeschoss                                                                             | bez. 1840           | 87981 DDB  |
| Bild gesucht BW | Scheune                            | Pilgerbachweg 4 LageFlur: 5, Flurstück: 81/5        | Doppeltorscheune als zweigeschossiger Rähmbau mit Eichenfachwerk                                                                                  | bez. 1781           | 88122 DDB  |
| Bild gesucht BW | Ehem. Erntennenhaus                | Pilgerbachweg 6 LageFlur: 5, Flurstück: 38/4        | Ehemaliges Erntennenhaus mit Wohngebäude als giebelständiger zweigeschossiger Fachwerkrähmbau mit Eichenfachwerk                                  | 1780                | 87982 DDB  |